# Distretto di Lahan Sai
Il distretto di Lahan Sai (in thailandese: ละหานทราย) è un distretto (amphoe) della Thailandia, situato nella provincia di Buriram.